# Кано Ейно
Кано Ейно (1631 — 1697) — японський художник, мистецтвознавець, письменник початку періоду Едо.

## Життя та творчість
Син Кано Сансецу, голови художньої школи Кіото-Кано (Кйо-ґано)), і доньки Кано Санраку. Народився 1631 року в кіото. Здобув мистецьку освіту під орудою батька. 1651 року після смерті Сансецу став головою школи Кіото-Кано. загалом продовжив традиції попередників, втім в малюванні не досяг значних успіхів. найвідомішими роботами є декілька ширм і ферски в монастирі Енґйо-дзі в Хімедзі, а також сувій «100 хлопців». В результаті після його смерті 1697 року відбувся занепад школи Кіото-Кано. Ще у 1684 році став буддистським ченцем. Учнем Кано Ейно був Нісікава Сукенобу.
Уславився переважно своєю працею «Історія японського живопису» («Хонтьо Ґасі»). Вона вважається першим значним мистецькознавчим дослідженням з японського живопису. Є важливим джерелом, оскільки внійпредставно більшеніж 400 японських художників з давніх часів. Завершив роботу у 1678 року. Друкована версія в скороченому варіанті вийшла 1691 року, повна — 1693 року. Загальний обсяг становив 6 томів.